# Apenin Umbryjsko-Marchijski
Apenin Umbryjsko-Marchijski (wł. Appennino umbro-marchigiano) − część Apeninów Środkowych we Włoszech, rozciąga się między doliną Tronto na południu a doliną Metauro na północy.
Najwyższym szczytem łańcucha jest Monte Vettore sięgające 2476 m n.p.m.. Apenin Umbryjsko-Marchijski stanowi grupa równoległych łańcuchów: zachodni, centralny, wschodni, elipsoida Cingoli oraz Monte Conero.

## Ważniejsze szczyty
Ważniejszymi wzniesieniami Apeninu Umbryjsko-Marchijski są:
| - Monte Vettore − 2476 m - Cima del Redentore − 2448 m - Monte Priora − 2333 m - Monte Argentella − 2201 m - Monte Sibilla − 2173 m - Monte Bove − 2169 m - Monte Lieto − 1944 m - Monte Catria − 1702 m - Monte Coscerno − 1685 m - Monte Aspra − 1672 m - Monte Acuto − 1668 m - Monte Pennino − 1571 m - Monte Cucco − 1566 m - Monte Nerone − 1525 m - Monte Cavallo − 1500 m - Monte Ceresa − 1494 m - Monte Maggiore − 1488 m - Monte San Vicino − 1479 m - Monte Penna − 1433 m - Monte Serano − 1429 m - Monte Corno − 1412 m |  | - Monte Pagliano − 1396 m - Monte Le Gronde − 1373 m - Monte Maggio − 1361 m - Monte Serra Santa − 1348 m - Monte Motette − 1331 m - Monte Alto − 1321 m - Monte Subasio − 1290 m - Monte Solenne − 1288 m - Monte Strega − 1278 m - Monte Tenetra − 1240 m - Monte Morcia − 1223 m - Monte Petrano − 1162 m - Monte Torre Maggiore − 1121 m - Monte Martano − 1094 m - Serra di Burano − 1020 m - Monte Paganuccio − 976 m - Monte Montiego − 975 m - Monte Picognola − 972 m - Monte Acuto − 926 m - Monte Pietralata − 889 m |